# آشوت ماداتیان
آشوت ماداتیان (ارمنی: Աշոտ Մադաթյան؛  ۸ سپتامبر ۱۸۸۴ – ۲۲ آوریل ۱۹۶۵) یک بازیگر، کارگردان و مترجم اهل ارمنستان بود. وی بین سال‌های - تا - میلادی فعالیت می‌کرد.

## زندگی‌نامه
وی در ۸ سپتامبر ۱۸۸۴ در تهران به دنیا آمد .   وی در ۲۲ آوریل ۱۹۶۵ در سن ۸۰ سالگی در استانبول درگذشت.